# Recanto das Emas
| Região Administrativa de Recanto das Emas  |                                                                                  |
| Letreiro do Recanto das Emas               |                                                                                  |
| \| \| \| \|                                |                                                                                  |
| Região Administrativa XV                   |                                                                                  |
| Fundação: 28 de julho de 1993 (31 anos)    |                                                                                  |
| Lei de criação: 510 de 28 de julho de 1993 |                                                                                  |
| Mapa de Recanto das Emas                   |                                                                                  |
| Limites:                                   | Santo Antônio do Descoberto (GO), Água Quente, Samambaia, Riacho Fundo II e Gama |
| Distância de Brasília:                     | 25,8 km                                                                          |
| Administrador(a):                          | Carlos Dalvan Soares de Oliveira                                                 |
| Área                                       |                                                                                  |
| - Total                                    | 101,22 km²                                                                       |
| População                                  |                                                                                  |
| - Total                                    | 145.304 habitantes '                                                             |
| IDH                                        | 0,758 médio PNUD/2013                                                            |
| Site governamental                         | www.recanto.df.gov.br                                                            |
|                                            |                                                                                  |
|                                            |                                                                                  |

Recanto das Emas é uma região administrativa do Distrito Federal brasileiro. 

## História
Recanto das Emas foi fundada em 28 de julho de 1993, recebendo a condição de região administrativa, conforme a Lei 510, de 28 de julho de 1993. Feito isso para atender a demanda de moradia pelo Programa de Assentamento do Governo do Distrito Federal.
A área era ocupada por pequenas chácaras e possuía grande quantidade da planta característica do cerrado: canela-de-ema, além de possuir um sítio chamado "Recanto" que tinha uma grande quantidade de emas.

## Etimologia
O nome da cidade foi dado em referência ao sítio que a cidade tinha chamado "Recanto" e também por ter uma planta típica do cerrado brasileiro, a canela-de-ema, dando origem ao nome Recanto das Emas.

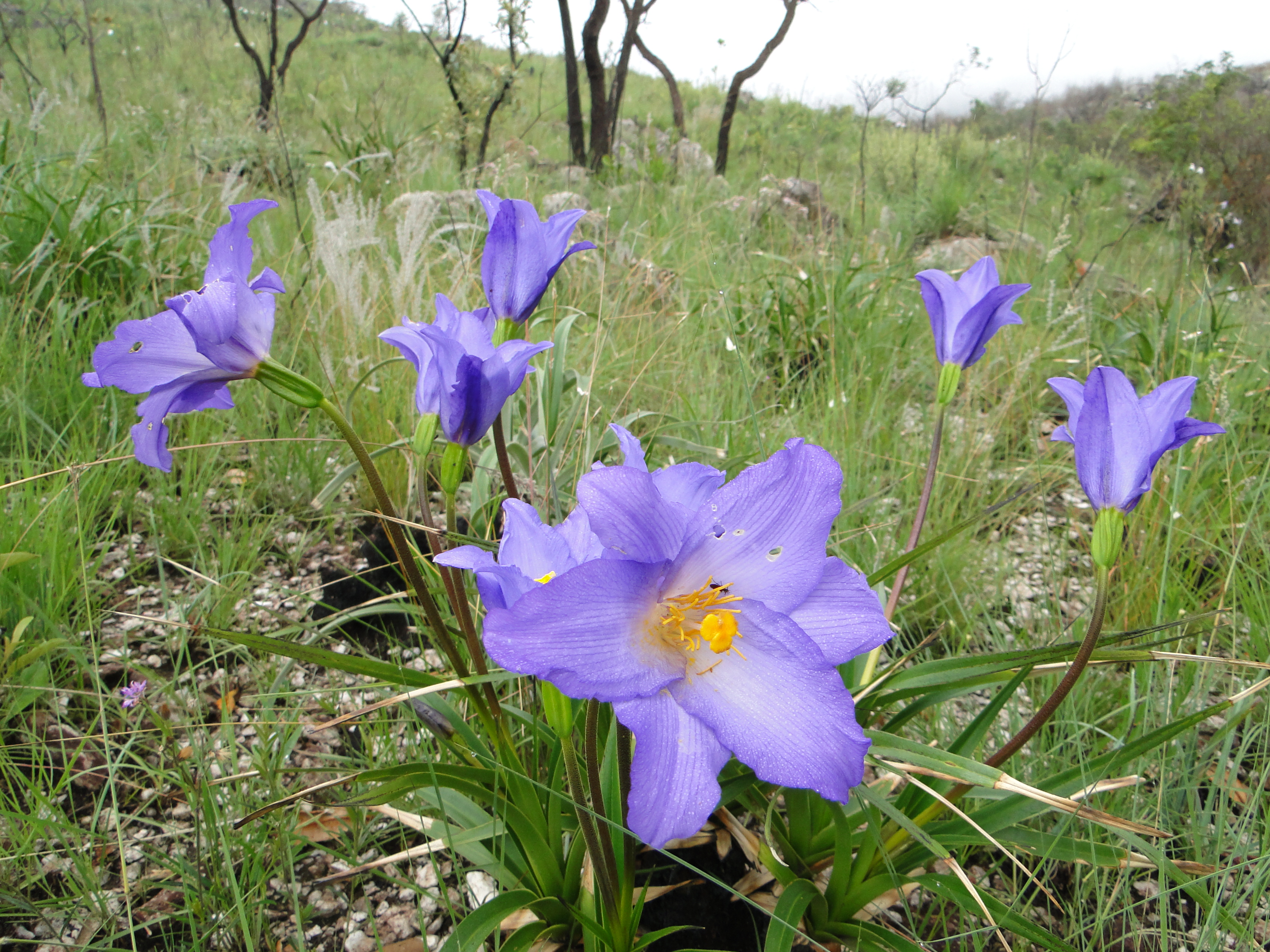
Canela de Ema, uma planta típica encontrada em Recanto das Emas.

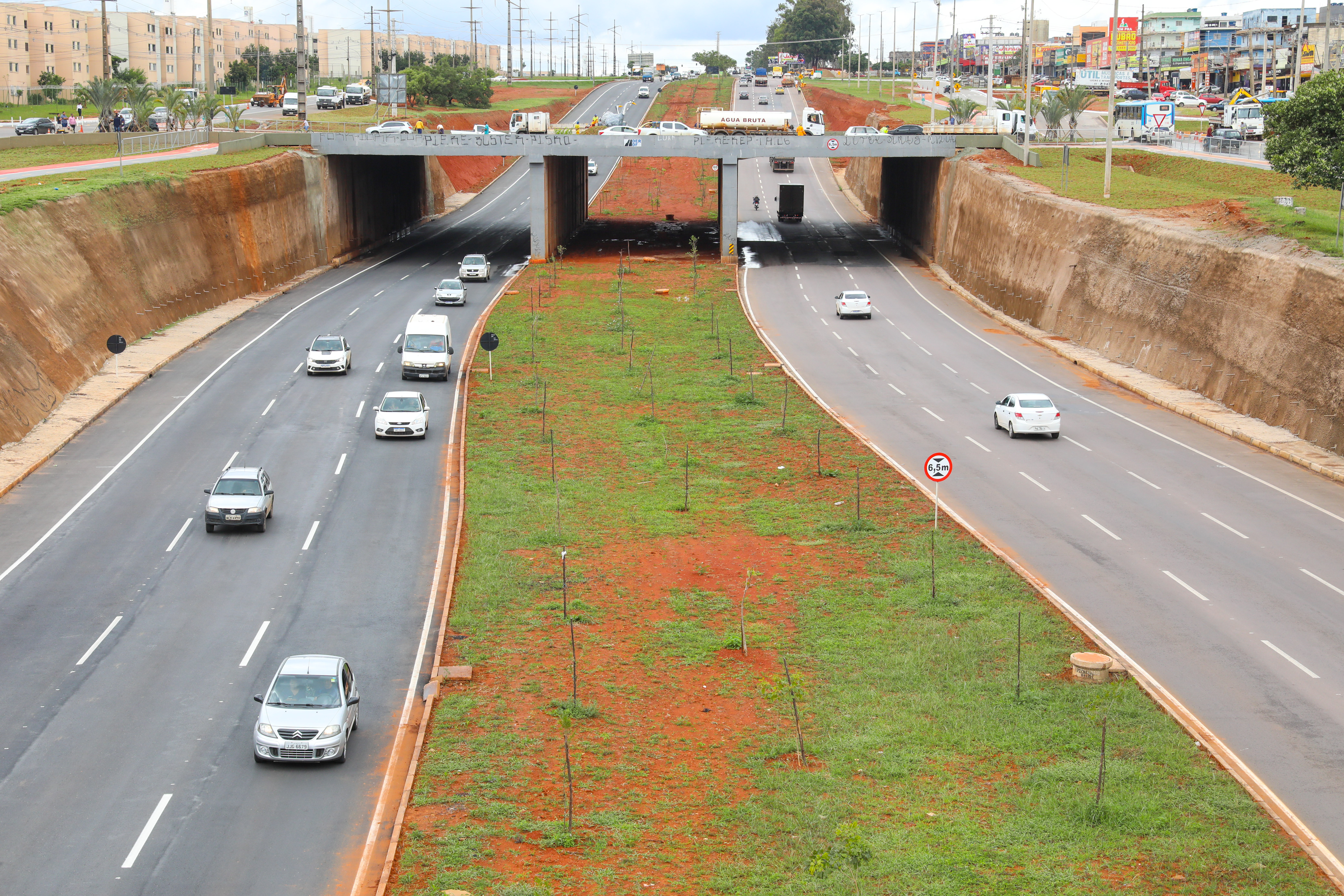
Viaduto do Recanto das Emas

## Subdivisões
Recanto das Emas é dividido em quadras, assim como grande parte das regiões administrativas do Distrito Federal. A avenida principal da cidade, onde se predomina o comércio, é chamada de "Avenida Recanto das Emas", além de possuir mais algumas avenidas como: "Avenida Vargem da Benção", "Potiguar" ,"Buriti", "Monjolo",  e "Avenida Ponte Alta".
Recanto das Emas está localizada na região sudoeste do Distrito Federal, seus limites : Ao norte "Samambaia", ao sul "Gama", á leste "Riacho Fundo II" e á oeste "Água Quente " e "Santo Antônio do Descoberto (GO)".

## Pontos turísticos

### Espaços naturais
Recanto das Emas conta com belíssimas reservas naturais. Em 1996, por meio da lei 1.188 foi criado o Parque Ecológico e Vivencial de Recanto das Emas. Sua localização é na área delimitada pela chácara Aldeia da paz, compreendendo a cabeceira do córrego Monjolo.
No parque há duas cachoeiras, corredeiras, poços, paredões e nascentes. Essas características conferem grande valor paisagístico ao local, proporcionando à comunidade uma área destinada à conservação, visando à manutenção das espécies do cerrado e a garantia da qualidade dos recursos hídricos disponíveis, além da recreação e lazer em harmonia com a preservação do ecossistema da região. 

### Cultura e lazer
Na área cultural, a cidade oferece várias opções como shows, teatro, artesanato e atividades lúdicas. Em geral, esses eventos são realizados em espaços existentes como as feiras permanentes, onde artistas locais apresentam músicas, danças regionais e pequenas dramatizações mambembes. Há grupos de pagode, forró, de teatro e dança. As apresentações fazem parte do Projeto Recanto da Arte, que visa incentivar os artistas recantenses, como também de todo o Distrito Federal.
Conta ainda com bibliotecas nas quadras 302 e 805, com um acervo de 10 mil livros e uma brinquedoteca na quadra 601, onde as crianças vivenciam momentos de lazer, convivência a e aprendizagem. A cidade possui também um auditório no centro urbano entre as quadras 206 e 300, com 250 lugares.

## Geografia

### Clima
Por se localizar no Centro-Oeste o clima é tropical semiúmido, com frequentes chuvas de verão. A temperatura média anual é de 20 °C. Na primavera/verão, são comuns temperaturas elevadas, sendo que a média do mês mais quente é de 22 °C, sendo a média das máximas de 27 °C. No inverno, com a chegada de massas de ar polares vindas da Antártida, é comum a ocorrência de temperaturas mais baixas. No mês mais frio, as temperaturas médias oscilam entre 12 °C e 25 °C. A estação das chuvas vai de outubro a abril e a estação seca de maio a setembro, sendo o índice pluviométrico em torno de 1 550 milímetros/ano.
| Dados climatológicos para Recanto das Emas | Dados climatológicos para Recanto das Emas | Dados climatológicos para Recanto das Emas | Dados climatológicos para Recanto das Emas | Dados climatológicos para Recanto das Emas | Dados climatológicos para Recanto das Emas | Dados climatológicos para Recanto das Emas | Dados climatológicos para Recanto das Emas | Dados climatológicos para Recanto das Emas | Dados climatológicos para Recanto das Emas | Dados climatológicos para Recanto das Emas | Dados climatológicos para Recanto das Emas | Dados climatológicos para Recanto das Emas | Dados climatológicos para Recanto das Emas |
| Mês                                        | Jan                                        | Fev                                        | Mar                                        | Abr                                        | Mai                                        | Jun                                        | Jul                                        | Ago                                        | Set                                        | Out                                        | Nov                                        | Dez                                        | Ano                                        |
| ------------------------------------------ | ------------------------------------------ | ------------------------------------------ | ------------------------------------------ | ------------------------------------------ | ------------------------------------------ | ------------------------------------------ | ------------------------------------------ | ------------------------------------------ | ------------------------------------------ | ------------------------------------------ | ------------------------------------------ | ------------------------------------------ | ------------------------------------------ |
| Temperatura máxima média (°C)              | 26                                         | 26,2                                       | 26                                         | 25,6                                       | 25                                         | 24,6                                       | 25,6                                       | 27,2                                       | 27,3                                       | 26,4                                       | 25,7                                       | 25,8                                       | 26                                         |
| Temperatura média (°C)                     | 21,2                                       | 21,3                                       | 21                                         | 20,2                                       | 18,9                                       | 18,3                                       | 19,1                                       | 20,6                                       | 21,6                                       | 21,3                                       | 21                                         | 20,7                                       | 20,4                                       |
| Temperatura mínima média (°C)              | 16,4                                       | 16,4                                       | 16                                         | 14,8                                       | 12,9                                       | 12                                         | 12,6                                       | 14,1                                       | 15,9                                       | 16,3                                       | 16,4                                       | 15,6                                       | 15                                         |
| Precipitação (mm)                          | 254                                        | 194                                        | 220                                        | 120                                        | 34                                         | 8                                          | 10                                         | 17                                         | 46                                         | 166                                        | 228                                        | 252                                        | 1 549                                      |
| Fonte: Climate-Data.org                    |                                            |                                            |                                            |                                            |                                            |                                            |                                            |                                            |                                            |                                            |                                            |                                            |                                            |